# Учёт основных средств
Учёт основных средств — учёт наличия и движения основных средств, их износа и ремонта.

## Определение
Согласно БСЭ учёт основных средств — это учёт наличия и движения основных средств, их износа и ремонта.
Задачи учёта основных средств:
- правильное документальное оформление движения основных средств;
- контроль за сохранностью объектов;
- своевременное начисление амортизации и износа, что способствует более эффективному их использованию.

## Бухгалтерский учет основных средств
Основные средства отражаются в бухгалтерском учёте:
- по первоначальной стоимости (по фактической стоимости их сооружения или приобретения);
- по восстановительной стоимости (по стоимости воспроизводства их в современных условиях в результате переоценки).

Учёт наличия и движения основных средств ведётся на счёте основных средств, а износа — на пассивном счёте износа основных средств. 
Единицей учёта основных средств является инвентарный объект. Аналитический учёт основных средств ведётся по инвентарным объектам, сгруппированным в соответствии с классификацией основных фондов.
Поступление основных средств  (капитальные вложения, безвозмездное получение) учитывается по актам приёмки-передачи объекта. Задаётся инвентарный номер и открывается инвентарная карта, операция отражается по дебету счёта основных средств и кредиту по счету оборудование к установке. В случаи ликвидации — по кредиту счёта основных средств и отражение финансовые результаты предприятия.
В процессе эксплуатации основного средства изнашиваются, поэтому для их воспроизводства и поддержания в рабочем состоянии создаётся амортизационный фонд. Суммы амортизационных отчислений включаются в себестоимость, дебетуются счета издержек производства и кредитуется счёт «Амортизация основных средств» по каждому основному средству. Одновременно уменьшается остаточная стоимость основных средств. 
Затраты по капитальному ремонту учитываются в дебет счёта «Вложения во внеоборотные активы» и кредит счёта «Расчётов с поставщиками и подрядчиками» и/или «Материалы». Расходы по текущему ремонту учитываются на счетах издержек производства.